# 마리아 아나 폰 팔츠노이부르크
팔츠노이부르크의 마리아 아나(스페인어: María Ana del Palatinado-Neoburgo, 독일어: Maria Anna von Pfalz-Neuburg 1667년 10월 28일 ~ 1740년 7월 16일)는 스페인 국왕 카를로스 2세의 두 번째 왕비이다.

## 생애
마리아 아나는 팔츠 선제후 필리프 빌헬름과 그 아내 헤센다름슈타트의 엘리자베트 아말리아 사이에서 태어났다. 그녀에게는 16명에 달하는 형제자매들이 있었다. 큰언니 엘레오노레 막달레네는 신성 로마 제국의 황제 레오폴트 1세의 황후였으며 바로 윗언니는 포르투갈 왕비 마리 조피였다. 그 외에도 팔츠 선제후가 된 오빠들 요한 빌헬름, 카를 3세 필리프, 파르마 공비가 된 여동생 도로테아 조피 등이 있다.
마리아 아나는 1690년 첫 번째 왕비 오를레앙의 마리 루이즈를 잃은 카를로스 2세와 결혼했다. 시어머니인 오스트리아의 마리아나는 큰형부 레오폴트 1세의 누나로 두 사람은 고부지간이기에 앞서 인척관계였다. 1700년 카를로스 2세의 죽음으로 마리아 아나는 과부가 되었고 1740년 스페인에서 죽었다.